# Tambaksari (Kraton)
Tambaksari is een bestuurslaag in het regentschap Pasuruan van de provincie Oost-Java, Indonesië. Tambaksari telt 2131 inwoners (volkstelling 2010).